# Народно-демократическая партия (Франция)
Народно-демократическая партия (фр. Parti démocrate populaire, PDP) — христианско-демократическая политической партия во Франции во время Третьей республики. Основанная в 1924 году, она представляла течение французского социал-католицизма, оставаясь при это умеренной (центристской) партией. Создатели партии были вдохновлены популяризмом Луиджи Стурцо и успехом созданной им Итальянской народной партии. В 1925 году PDP выступила соучредителем Международного секретариата демократических партий христианского вдохновения (SIPDIC).
В 1944 году многие деятели и члены PDP приняли участие в создании новой христианско-демократической партии Народно-республиканское движение.

## История
Основание Народно-демократической партии стало второй после Народно-либерального действия попыткой создать во Франции массовую умеренную католическую партию. Ей предшествовали реинтеграция католиков в нацию в результате Священного союза военного времени и вовлечения католиков во власть во время правления Национального блока (1919—1924). Сторонники социального католицизма — например, Французская конфедерация христианских трудящихся и Католическая ассоциация французской молодёжи — нуждались в собственной политической организации.
Ядро новой партии сформировали до выборов 1924 года четырнадцать депутатов от Национального блока.
Учреждённая конгрессом 15—16 ноября 1924 года под председательством Жоржа Тибу, в котором приняли участие 200 делегатов, PDP декларировала стремление достичь «задачи по примирению вокруг идеи республиканизма» с помощью определения «новой республиканской веры». Народные демократы выступали за то, чтобы религия не была границей между правыми и левыми. Однако партия ориентировалась на правоцентристов, тем самым вступив в прямую конкуренцию с Республиканской федерацией, из которой произошло большинство членов Народно-демократической партии и где после распада Народно-либрального действия, идейного предшественника PDP, сконцентрировались социальные католики.
Столкнувшись с правящим Левым картелем, PDP причислила себя к парламентской оппозиции, находясь при этом вне Национальной католической федерации (FNC), основанной генералом Ноэлем де Кастельно в ответ на антиклерикальный закон, принятый кабинетом радикала Эдуара Эррио. FNC продвигала свою социально-религиозную модель Франции, которую описывала как «национал-католицизм». PDP поддерживала премьераа Раймона Пуанкаре, привлечёенная его стабилизацией экономической ситуации, но была враждебно настроена по отношению к отсутствию социального законодательства. Кроме того, PDP предлагала популярную тему «партии центра» или «картеля центристов», чем объяснила свою поддержку кабинета Андре Тардьё (ноябрь 1929 — февраль 1930).
Несмотря на своё положение, PDP не имела большого веса в правительствах, сформированных в период с 1926 по 1932 год. Только Огюст Шампетье де Риб в период с 1928 по 1930 год участвовал в различных кабинетах.
Однако со временем PDP приобрела большую известность как на местном уровне, так и за счет увеличения числа выборных должностных лиц на всех уровнях (местном, региональном и национальном). Столкнувшись с растущей угрозой со стороны народных демократов, Республиканская федерация стала бороться с ними с помощью популярного журналиста и авиатора Анри де Кериллиса, который обвинял PDP в разделении «национальных правых». Из видных деятелей Республиканской федерации только Жорж Перно выступал за сотрудничество между своей партией и народными демократами.
PDP сдвинулась вправо из-за дела Ставиского и кризиса 6 февраля 1934 года, когда партия поддержала аргументы парламентских правых. В последние годы своего существования Народно-демократическая партия разделилась на левые и правые фракции.
Если большинство парламентских партий 10 июля 1940 года проголосовало за предоставление де-факто диктаторских полномочий маршалу Филиппу Петену, в PDP, однако, нашлось немало противников фактической ликвидации III Республики (Пьер де Шамбрун, Огюст Шампетье де Риб, Поль Симон). В то время как ряд народных демократов сотрудничали с режимом Виши, другие, такие как Жорж Бидо, присоединились к Сопротивлению. После окончания Второй мировой войны подавляющее большинство народных демократов присоединилось к христианско-демократическому Народно-республиканскому движению, уходящему своими корнями в Движение Сопротивления. Некоторые бывшие члены PDP присоединились к Объединению левых республиканцев.

## Идеология
- Народные демократы были сторонниками республики и политическим свободам, полагая, что можно быть и республиканцем, и католиком. Однако PDP выступала против лаицизма и защищала свободу конфессионального образования.
- PDP выступала как против экономического либерализма, так и против социализма и стремилась к улучшения экономической и социальной ситуации путём постепенных реформ и сотрудничества между различными классами, в частности, с участием профсоюзов и представителей рабочих. Выступая за вмешательство государства в экономику, PDP хотела добиться социальной справедливости за счет реализации предлагаемой ими католической социальной программы (8-часовой рабочий день, оплачиваемый отпуск, социальное страхование, семейные пособия).
- На институциональном уровне PDP выступала за административную, социальную и экономическую децентрализацию. Выступая за усиление исполнительной власти, партия поддерживала при этом законодательную власть, вводя правила, обеспечивающие стабильность правительства. PDP поддерживала пропорциональное представительство, избирательное право женщин и семейное голосование (глава семьи будет иметь количество голосов, пропорциональное размеру его семьи (жены и детей) в дополнение к его собственному на выборах).
- Во внешней политике PDP поддерживала Лигу Наций и франко-германское сближение после Первой мировой войны.

## В парламенте
Народные демократы, как и Демократический альянс, не раз пытались в Палате депутатов объединить политиков-центристов, находящихся межу теми кто справа, и теми, кто слева, но безуспешно.
В то же время в период с 1924 по 1940 год действовала парламентская группа народных демократов, которая оставалась небольшой, от первоначальной «группы четырнадцати» в 1924 году до максимум 19 депутатов и 35 сторонников в парламенте 1928 года созыва. Народным демократам группе так и не удалось собрать вместе всех социальных католиков (разделённых на группы «Молодая республика», «Независимых народного действия» или «Республиканскую и социальную группу» Жоржа Перно).
В Сенате у партии было лишь несколько изолированных членов в различных созывах, входивших в центристские группы.

## Руководство
Президенты
- 1924—1940 — Жорж Тибу
- 1929—1940 — Огюст Шампетье де Риб[фр.], юрист, депутат, а затем сенатор от Нижних Пиренеев (1924—1942)

Генеральный секретарь
- 1924—1940 — Жан Раймон-Лорен, бывший член социал-демократического католического движения Le Sillon[фр.] Марка Санье, депутат от Луары (1938—1942)

## Известные члены
- Жорж-Огюстен Бидо, политический и государственный деятель, главный редактор левокатолической газеты L’Aube, после Второй мировой войны дважды возглавлял французское правительство.
- Робер Шуман, французский и европейский политик, после Второй мировой войны дважды был премьер-министром Франции, сыграл важную роль в евроинтеграции.